# Rebecca Soni
Rebecca Soni (* 18. März 1987 in Freehold, New Jersey) ist eine ehemalige US-amerikanische Brustschwimmerin und mehrfache Weltrekordhalterin. Sie erreichte allein sowie mit der Lagenstaffel 2008 und 2012 drei Olympiasiege und 2009 und 2011 vier Weltmeisterschaftstitel.

## Werdegang
Rebecca Soni studiert Kommunikationswissenschaften an der University of Southern California und startete für den Trojan Swim Club. Soni betrieb vor dem Schwimmen zunächst Turnen. Sie hatte ihren nationalen und internationalen Durchbruch 2005, seitdem gehört sie auch zum US-Nationalkader. In den USA gewann sie den Titel über 200 m Brust, bei der Sommer-Universiade 2005 gewann sie über 200 und 100 m Brust die Silbermedaillen. Bei den Kurzbahnweltmeisterschaften 2006 in Shanghai verpasste Soni als Vierte knapp eine Medaille über ihre Paradestrecke 200 m Brust. Dort gewann sie wie auch über die halb so lange Strecke im Jahr darauf die Titel bei den US-Titelkämpfen.
Bei den US-Trials 2008 qualifizierte sich Soni als Viertplatzierte über 100 m Brust und als Siegerin über die doppelte Distanz für die Olympischen Spiele in Peking. Dort trat sie in den beiden Rennen an. Über 100 m gewann sie Silber hinter der in Weltrekordzeit siegenden Leisel Jones aus Australien. Über 200 m Brust konnte sie die Australierin hinter sich lassen und gewann in der Weltrekordzeit von 2:20,22 Minuten die Goldmedaille.
Bei den Olympischen Spielen in London schwamm sie die 200 m Brust im Halbfinale in 2:20,00 Minuten und unterbot damit den alten Weltrekord von Annamay Pierse um 12 Hundertstelsekunden. Bereits einen Tag später verbesserte sie diesen im Finale auf 2:19:59 Minuten.
Im Januar 2014 gab sie ihren Rücktritt bekannt. 2021 wurde sie in die International Swimming Hall of Fame aufgenommen.

## Rekorde
| Weltrekorde (2)         | Weltrekorde (2) | Weltrekorde (2)   | Weltrekorde (2) |
| ----------------------- | --------------- | ----------------- | --------------- |
| 100 m Brust (Kurzbahn)  | 1:04,84 min     | 19. Dezember 2009 | Manchester      |
| 200 m Brust (Kurzbahn)  | 2:14,57 min     | 18. Dezember 2009 | Manchester      |
| 200 m Brust (Langbahn)  | 2:19,59 min     | 2. August 2012    | London          |
| (Stand: 2. August 2012) |                 |                   |                 |